# José Ángel Tapia Garrido
José Ángel Tapia Garrido (Abla, 14 de marzo de 1914-Almería, 3 de agosto de 1992) fue un sacerdote católico e historiador español, cronista oficial de la ciudad de Almería, España.

## Biografía

### De la niñez al seminario

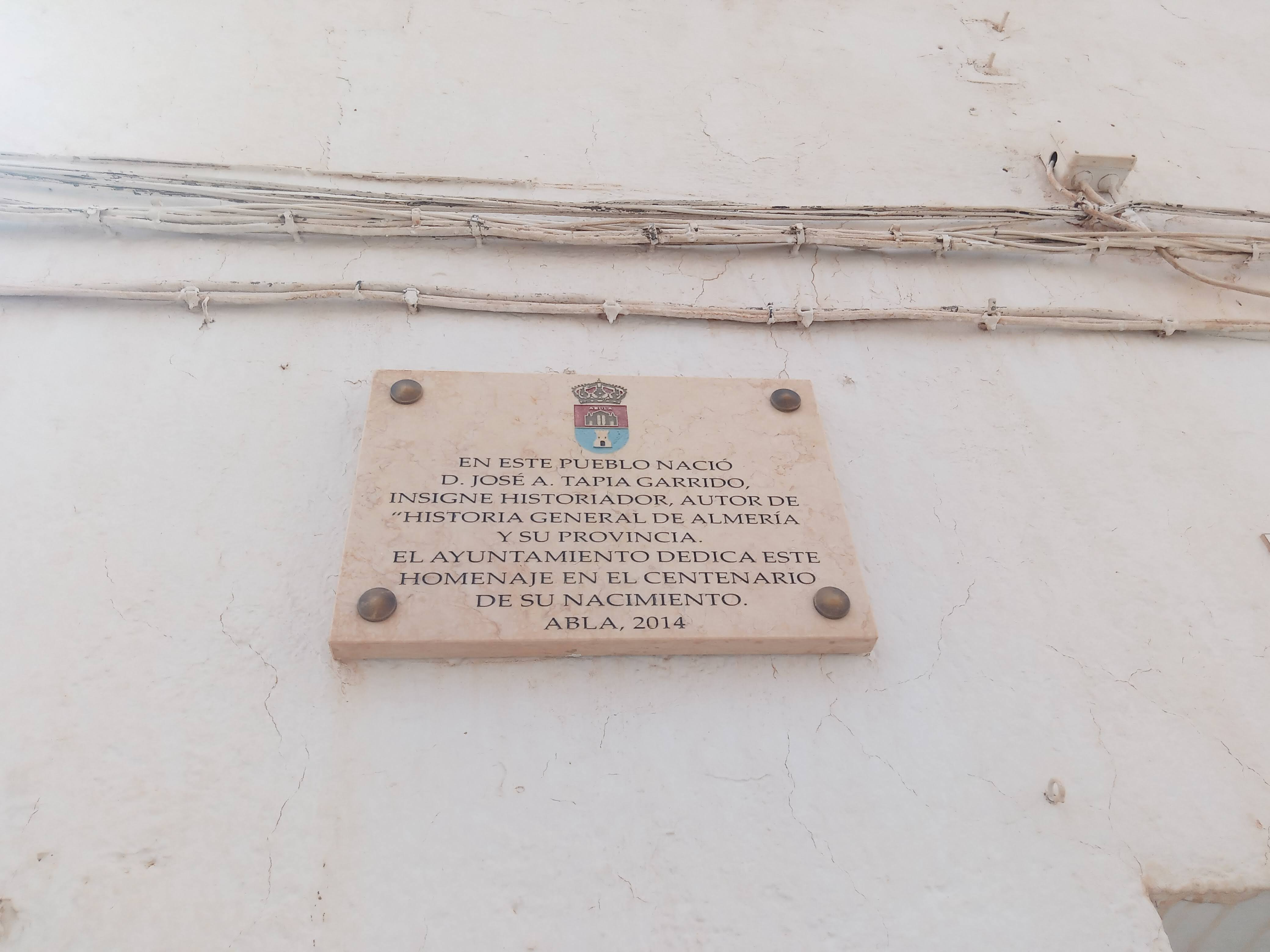
Placa en honor a José Ángel en su pueblo natal, Abla

El padre Tapia nació en Abla, provincia de Almería (España) el 14 de marzo de 1914. Sus padres fueron don José Tapia Gómez y Conrada Garrido Limiñana, quienes tuvieron otros cinco hijos más. Realizó sus estudios primarios en el colegio “Ave María” del barrio de El Quemadero de la ciudad de Almería, a donde marchó con su familia a la edad de seis años. Su primer maestro de Historia fue don Miguel Romero Abadie. Cursó bachillerato y magisterio en el seminario diocesano, donde ingresó con trece años. En 1930 publicó en el diario “La Independencia”, bajo seudónimo, su primer artículo sobre historia, tras adquirir un ejemplar de “El esplendor de Almería en el siglo XI”, de Florentino Castro Guisasola. Vio interrumpidos sus estudios en 1936 al iniciarse la guerra civil española, pasando a realizar trabajos de oficinista. Trabajó en la Compañía de Electricidad del Valle de Lecrín. No fue hasta el final de la guerra que pudo reanudar sus estudios. Se doctoró en la Facultad de Teología de Cartuja. Allí aprendió de los jesuitas a hacer fichas y las bases de la metodología científica. Permaneció en el seminario realizando diversas tareas desde que se ordenó sacerdote en Granada en 1943, hasta 1948. En esos años intentó marchar a Madrid o Valencia con la promesa al obispo de Almería de hacer en tres años los cinco de la carrera de Historia, pero no recibió el permiso. En 1950 intentó iniciar dichos estudios con una beca de capellán en la Iglesia de Montserrat en Roma, que promueve el Ministerio de Asuntos Exteriores, pero esta no le fue concedida. Tras ordenarse también se encargó de la iglesia de Aguadulce.

### Vida pastoral
Ese año comenzó su labor de párroco a la que iría uniendo la de historiador al poder estudiar los archivos locales de los pueblos en los que ejercía como sacerdote.
Primero fue en Vélez-Blanco en 1948, de la que saldría su obra “Vélez-Blanco, villa señorial de los Fajardo” (1959). Allí permaneció hasta 1954-1955. Su paso es recordado por la recuperación de las tradiciones de Semana Santa, las imágenes titulares y la del Santo Cristo de la Yedra (destruido en 1936, en la Guerra Civil), construcción de una nueva ermita de Derde en 1950 (la vieja también fue destruida en 1936), restauración de la iglesia parroquial de Santiago en 1954.
Después en Berja, que daría lugar a la “Historia de la Baja Alpujarra” (1965), premio Casa de Almería en Barcelona. En 1967 La Real Academia de la Historia lo nombra miembro académico de la provincia. Al año siguiente aparece su historia de los obispos de Almería, sobre la base de las notas tomadas del archivo de la catedral. Esta obra despertó la atención del entonces obispo de Almería, Ángel Suquía Goicoechea, amén de presidente de la Caja de Ahorros de Almería, quien promovió una ayuda económica por parte de esta institución para que continara sus investigaciones.

### El cronista
Vuelve a Almería en los años 70, publicando a partir de entonces sus obras más importantes. Aquella que comenzó a darle popularidad y que es una de sus obras fundamentales sería “Almería, piedra a piedra”, en 1970, obra que recoge los rincones típicos de la ciudad, sus restos arqueológicos, callejero, vestigios de su pasado e imagen de su presente por medio de sus edificios, y que vería hasta 5 ediciones (Vitoria 1.ª ed., 14 de octubre de 1970; ídem. 2.ª ed. corregida y aumentada, D.L. VI-684-1974, ISBN 84-500-6435-X, 1974; Almería 3.ª ed., 1980; Almería 4.ª ed., 1986) ampliando el material hasta casi triplicarlo en la edición definitiva de 1992. Tras esta publicación el Ayuntamiento de Almería lo nombra cronista oficial de la ciudad en 1971. 

”…el historiador más concienzudo, infatigable, metódico, independiente, autodidacta, responsable y competente de todos los tiempos almerienses, ...” dice don José María Artero García en la Nota del Editor, A modo de prólogo general de toda la Historia, y continúa “…la historia moderna sustituye el pasado interés por las batallas, las maniobras diplomáticas y las intrigas políticas de matrimonios, pactos, treguas y tratados, por el estudio de los factores geográficos, económicos, sociales y culturales. Y J. A. Tapia Garrido atiende a estos últimos condicionantes, buscando el encadenamiento de causas y efectos que rigen el curso de la historia de los pueblos.”

Con todo, las mayores ayudas en su labor surgieron del Monte de Piedad y Caja de Ahorros de Almería, entidad que le concedió una beca vitalicia (la disfrutaría durante los últimos veinte años de su vida), y del obispado de Almería, siendo su titular Ángel Suquía Goicoechea, quien lo liberó de parte de sus obligaciones sacerdotales, todo ello para que pudiera proseguir en sus investigaciones sobre la historia de Almería. Las siguientes ediciones de su obra serían realizadas por la Editorial Cajal y por la Caja de Ahorros de Almería, apoyado por Antonio Frías Jiménez, en los años 70, por su presidente, Manuel Rodríguez Martínez y por Gaspar Galindo Maeso, en los años 80, que prologaron algunos de sus libros, colaborando en ello también Alejo Rodríguez Mellado y Alberto Navarro del Río, desde la “Obra Social” de la Caja almeriense.

”Don José Tapia Garrido, el Padre Tapia, al que conocí en el Seminario, después de párroco de Vélez Blanco y posteriormente en Berja, es ese sacerdote íntegro con un pie en la tierra y otro en el Cielo, con una Misa del Alba para ofrecerse a Dios y un peregrinar infatigable para darnos su ciencia. El ha sabido siempre estar en el lugar exacto y en el momento oportuno.” Manuel Rodríguez Martínez

No fue solo un investigador solitario rebuscador de archivos. Al decir de Kayros Tiene recorrida varias veces toda la provincia. No era fácil el acceso a los muchos archivos. Bastante material guardado en ayuntamientos o en parroquias se destruyó y perdió para siempre (especialmente durante la Guerra Civil). Gracias a su trabajo de campo recogió 400 coplas, directamente de los niños o mujeres de los pueblos almerienses, diversas formas de devoción mariana, estudio de la toponimia o la demografía, libros de población y de apeos, descubriendo dos, el de Adra (que apareció cosido al de Berja) y el de Dalías. Los topónimos árabes despertaron el interés de historiadores como Menéndez Pidal o el estudio de Los Tres Vélez de Gregorio Marañón, donde elogia al padre Tapia. En sus investigaciones recorrió los archivos nacionales de Madrid, Córdoba, Simancas, Toledo, Barcelona o Granada.
Falleció en Almería el 3 de agosto de 1992, a los 78 años de edad. Dejó sin terminar una obra sobre su Abla natal y otra sobre el cante y copla almerienses, así como el final de La Historia General. Estuvo trabajando en esta Historia General, por su tierra, hasta casi sus últimos días.

”nos encontramos ante el intento más ambicioso de reunir, en una sola colección y por un solo autor, la general historia de la provincia de Almería desde sus orígenes hasta nuestros días.” José María Artero

### Homenajes
- Premio Casa de Almería en Barcelona, por Historia de la Baja Alpujarra.
- La Real Academia de la Historia le nombra Académico de la provincia en 1967.
- El Ayuntamiento de Almería le nombra en 1971 Cronista Oficial de la Ciudad.
- Premio Montoro-Betes en 1972 por la obra “Historia de la Vera antigua”.

Durante los años 80 se suceden distintos homenajes, reconocimientos y nombramientos.
- En 1982 el Instituto de Estudios Almerienses lo nombra Socio de Honor.
- En el año 1986 la Excma. Diputación de Almería le concede la Medalla de Plata de la Provincia.[3]
- “Homenaje al Padre Tapia. Almería en la Historia”, libro de varios autores editado en el marco del “I Encuentro de Cultura del Mediterráneo”, Almería, 1986.
- “VII Premio periodístico / Casa de Almería en Barcelona 1986. Premio especial. Al Padre D. José Tapia Garrido. Por su labor investigadora sobre la provincia de Almería. Barcelona, 25 de enero de 1987”.
- El Ayuntamiento de Vélez-Blanco le nombra “Hijo Adoptivo”, a mediados de los años 50, y en agosto de 1988 le dedica una plaza del pueblo, “Placeta del Padre Tapia”.
- El Ayuntamiento de Almería le dedicó en 1990 una calle frente a la casa que habitó durante sus últimos años.[4]
- En noviembre de 2014 el Instituto de Estudios Almerienses organizó un homenaje. Tuvo lugar en Almería, Vélez-Blanco, Berja y Abla. Una serie de conferencias sobre la vida y la obra de Tapia, las aportaciones de historiadores locales sobre diversos temas y una exposición en Berja centraron las actividades.
- En 2017 el Instituto de Estudios Almerienses publicó todas las aportaciones al Homenaje de 2014 bajo el título "La Historia de Almería y sus historiadores. Centenario del Padre Tapia", editado por Julián Pablo Díaz López.

## Obra

### Breve reseña fundamental
- Vélez-Blanco, villa señorial de los Fajardo
- Historia de la Baja Alpujarra
- Almería, piedra a piedra
- Breve historia de Almería
- Almería, hombre a hombre
- Historia general de Almería y su provincia, publicados 14 tomos de los 18 previstos, y que se ha llegado a traducir al inglés[5]

### Relación pormenorizada
- “El sentido eucarístico del Evangelio de San Juan en los teólogos postridentinos (1562-1862)”. Tesis doctoral, publicada en el “Archivo Teológico Granadino”, 6, 1943, páginas 5-120
- “Vélez Blanco, la villa señorial de los Fajardo”, Ed. Diputación Provincial de Almería, Madrid, 1959. 2.ª ed., Ayuntamiento de Vélez-Blanco, Almería, 1981, 372 págs.
- “Historia de la Baja Alpujarra (Berja, Adra y Dalías), edición propia, Ed. Anel, Granada, 1965-1966, Dep. Legal AL-87-1965. 2.ª ed. Ayuntamiento de Adra, Adra, Dep. Legal AL-1989, ISBN 84-86862-13-2
- “Los obispos de Almería (66-1966)”, edición del autor, Vitoria, 1968, 94 págs.
- “Breve Historia de Almería”, Ed. Monte de Piedad y Caja de Ahorros de Almería, Almería-Vitoria, 1972
- “Canciones y juegos de los niños de Almería, de Florentino Castro Guisasola”, Presentación y estudio. Ed. Caja de Ahorros de Almería, 1.ª ed. Vitoria, 1973; 2.ª ed. Ed. Cajal, Almería, 1985, Dep. Legal AL-261-1985, ISBN 84-85219-61-9
- “Al servicio de Almería y su Provincia (Historia del Monte de Piedad y Caja de Ahorros de Almería, 1900-1975)”, Madrid, 1975
- “Almería hombre a hombre”, 329 págs., Ed. Monte de Piedad y Caja de Ahorros de Almería, Almería, 1979, Dep. Legal AL-253-1979, ISBN 84-500-3468-X
- “Los baños de Sierra Alhamilla”, 107 págs. Ed. Cajal, Almería, 1980, ISBN 84-85219-32-5
- “Historia de la Vera antigua”. Premio Montoro-Betes en 1972, 329 págs., Servicio de Publicaciones de la Diputación Provincial, Almería, Dep. Legal AL-1987, ISBN 84-505-5920-0
- “Virgen del Mar”, Ed. Monte de Piedad y Caja de Ahorros de Almería, Almería, 1987, Dep. Legal AL-34-1987, ISBN 84-7580-413-6
- “El Estado de Tahal en la Sierra de Filabres”, Ed. Caja de Ahorros de Almería, Almería, 1988, Dep. Legal AL-314-1988, ISBN 84-505-8119-2
- “La Virgen María en nuestra tierra”, Ed. Caja de Ahorros de Almería, Almería, 1988, Dep. Legal AL-132-1988, ISBN 84-7580-552-3
- “Almería piedra a piedra, Tomo I, Biografía de la ciudad”, Ed. CECA Unicaja, Almería, 1992, Dep. Legal AL-203-1992, ISBN Obra Completa: 84-606-0834-4, ISBN 84-606-0830-1 tomo I
- “Almería piedra a piedra, Tomo II, Almería intramuros”, Ed. CECA Unicaja, Almería, 1992, Dep. Legal AL-204-1992, ISBN Obra Completa: 84-606-0834-4, ISBN 84-606-0829-8 tomo II
- “Almería piedra a piedra, Tomo III, Almería extramuros”, Ed. CECA Unicaja, Almería, 1992, Dep. Legal AL-205-1992, ISBN Obra Completa: 84-606-0834-4, ISBN 84-606-0833-6 tomo III
- “Almería piedra a piedra, Tomo IV y último, Los nombres de las calles”, Ed. CECA Unicaja, Almería, 1992, Dep. Legal AL-206-1992, ISBN Obra Completa: 84-606-0834-4, ISBN 84-606-0832-8 tomo IV
- “Historia General de Almería y su Provincia, Tomo I, Prehistoria”, Ed. Cajal, Almería, 1981, Dep. Legal M-27873-1981, ISBN Obra Completa: 84-85219-43-0, ISBN 84-85219-41-4 Tomo I
- “Historia General de Almería y su Provincia, Tomo II, Colonizaciones”, Ed. Cajal, Almería, 1982, Dep. Legal M-27873-1981, ISBN Obra Completa: 84-85219-43-0, ISBN 84-85219-47-3 Tomo II
- “Historia General de Almería y su Provincia, Tomo III, Almería Musulmana I (711/1172)”, Ed. Cajal, Almería, 1986, Dep. Legal AL-192-1986, ISBN Obra Completa: 84-85219-50-3, ISBN 84-85219-66-X Tomo III
- “Historia General de Almería y su Provincia, Tomo IV, Almería Musulmana II (1172/1492)”, Ed. Confederación Española de Cajas de Ahorro (CECA), Monte de Piedad y Caja de Ahorros de Almería, Almería, 1991, Dep. Legal AL-281-1991, ISBN Obra Completa: 84-85219-50-3, ISBN 84-606-0318-0 Tomo IV
- “Historia General de Almería y su Provincia, Tomo V, Almería Musulmana. Vida y cultura. 1ª parte”, Ed. Ídem, Almería, 1989, Dep. Legal AL-48-1989, ISBN 84-505-8409-4 Tomo V
- “Historia General de Almería y su Provincia, Tomo VI, Almería Musulmana. Vida y cultura. 2ª parte”, Ed. ídem, Almería, 1989, Dep. Legal AL-49-1989, ISBN 84-505-8410-8 Tomo VI
- “Historia General de Almería y su Provincia, Tomo VII, Almería Mudéjar (1489/1522)”, Ed. ídem, Almería, 1989, Dep. Legal AL-336-1989, ISBN 84-505-8967-3 Tomo VII
- “Historia General de Almería y su Provincia, Tomo VIII, Los almerienses del siglo XVI”, Ed. Ídem, Almería, 1989, Dep. Legal AL-335-1989, ISBN 84-505-8968-1 Tomo VIII
- “Historia General de Almería y su Provincia, Tomo IX, Almería Morisca”, Ed. ídem, Almería, 1990, Dep. Legal AL-181-1990, ISBN 84-505-9436-7 Tomo IX
- “Historia General de Almería y su Provincia, Tomo X, Rebelión y guerra de los moriscos”, Ed. Ídem, Almería, 1990, Dep. Legal AL-181-1990, ISBN Obra Completa: 84-85219-50-3, ISBN 84-505-9435-9 Tomo X
- “Historia General de Almería y su Provincia, Tomo XI, Destrucción de un pueblo”, Ed. ídem, Almería, 1990, Dep. Legal AL-181-1990, ISBN Obra Completa: 84-85219-50-3, ISBN 84-505-9623-8 Tomo XI
- “Historia General de Almería y su Provincia, Tomo XII, Los almerienses del siglo XVII. Las tres comunidades”, Ed. ídem, Almería, 1990, Dep. Legal AL-181-1990, ISBN Obra Completa: 84-85219-50-3, ISBN 84-505-9624-6 Tomo XII
- “Historia General de Almería y su Provincia, Tomo XIII, Repoblación de la Alpujarra almeriense 1572-1752”, Ed. ídem, Almería, 1990, Dep. Legal AL-181-1990, ISBN Obra Completa: 84-85219-50-3, ISBN 84-505-9788-9 Tomo XIII
- “Historia General de Almería y su Provincia, Tomo XIV, Repoblación de las tierras de Almería y de Vera (1572-1752)”, Ed. ídem, Almería, 1990, Dep. Legal AL-181-1990, ISBN Obra Completa: 84-85219-50-3, ISBN 84-505-9787-0 Tomo XIV

### Artículos
- “Glosario Litúrgico”. “Los domingos”. “La misa del día”. Desde 1947 hasta 1960, 800 artículos, en el periódico “Yugo” (Almería)
- “Unos 300 artículos sobre temas históricos, aislados o en series como “Prehistoria almeriense”, “Hasta el Mulhacén”, “Guerra de fronteras”, Yugo (Almería)
- “Continuación de las series aparecidas en Yugo: Almería musulmana y morisca, Almería cristiana, El centenario de Vera, La Semana Naval del Mar de Alborán, Panorama almeriense, en periódico “La Voz de Almería”
- “Doce artículos sobre temas históricos almerienses en una sección titulada “Plaza Mayor”, periódico “Arriba” (Madrid)
- “El castillo de Vélez ya no se cae”. Diario ABC (Madrid), VII, 1967
- “Juan de Orea en Almería”, artículo aparecido en “La Voz de Almería” en 1971
- “La costa de los piratas”, artículo en “Revista de Historia Militar (XVI, 32, 1972), págs. 73-103
- “Guía turística de Almería y su Provincia”, con otros autores, Málaga, 1975[6]
- “El señorío de los Fajardo en el Almanzora”. Revista Roel, 1 (1980), págs. 109-123
- “El cura de Albox cautivo en Argel”. Roel, 2 (1981), págs. 43-48
- “La agricultura en el Almanzora durante la Baja Edad Media”. Roel, 3 (1982), págs. 21-33
- “Los señoríos del Almanzora”. Roel, 4 (1983), págs. 35-55
- “Don Juan de Austria en el Almanzora”. Roel
- “Primera iglesia y primeros cristianos de Vélez Rubio”. Revista Velezana, 2 (1983), págs. 35-54
- “El último Abduladin”. Velezana, 5 (1986), págs. 41-45

### Sin terminar
- Sobre Abla, donde nació
- “Cantes y coplas en los pueblos almerienses”
- “Historia General de Los Vélez”
- “Almería, pueblo a pueblo”
- “Historia General de Almería y su Provincia”, faltan 4 tomos (del XV al XVIII): Almería ilustrada y liberal  (1751-1875), Almería alfonsina y republicana (1876-1936), etc.
- Más de 50.000 fichas

### Inédita
- “Informe sobre el escudo municipal de Alhama de Almería”. Escrito en 1964. Publicación de Lorenzo Cara Barrionuevo en “Farua: revista del Centro Virgitano de Estudios Históricos”, n.º 7, 2004, págs. 249-257, ISSN 1138-4263.[7]